# Université de commerce international et d'économie de Pékin
Pour les articles homonymes, voir Université de commerce international et d'économie.
L'université de commerce international et d'économie (对外经济贸易大学 ; en pinyin : Duiwai Jingji Maoyi Daxue ; en anglais : University of International Business and Economics, UIBE) est une université publique chinoise située à Pékin.

## Source
- (en) Cet article est partiellement ou en totalité issu de l’article de Wikipédia en anglais intitulé « University of International Business and Economics » (voir la liste des auteurs).